# Horst-Bienek-Preis für Lyrik
Der  Horst-Bienek-Preis für Lyrik ist ein internationaler Literaturpreis, den die Literaturabteilung der Bayerischen Akademie der Schönen Künste seit 1991 verleiht. Mit ihm wird das Gesamtwerk eines Lyrikers geehrt.
Die Stiftung ging aus dem Nachlass Horst Bieneks hervor, den er der Akademie vermachte. Der Preis wird jeweils Anfang Dezember vergeben; bis 2003 erfolgte die Verleihung jährlich, seit 2005 in zweijährigem Turnus. Der Hauptpreis ist mit 10.000 Euro dotiert, der zumeist gleichzeitig vergebene Förderpreis mit 5000 Euro (Stand 2022).

## Preisträger
- 1991: John Ashbery, Förderpreis: Zeitschrift für Literatur Neue Sirene
- 1992: Tomas Tranströmer, Förderpreis: Manfred Peter Hein
- 1993: Robert Creeley und Walter Höllerer
- 1994: Seamus Heaney
- 1995: Johannes Kühn, Förderpreis: Heiderhoff Verlag
- 1996: Ronald Stuart Thomas, Förderpreis: Kevin Perryman
- 1997: Oskar Pastior, Förderpreis: Toni Pongratz
- 1998: Inger Christensen, Förderpreis: Marcel Beyer
- 1999: Wulf Kirsten, Förderpreis: Amanda Aizpuriete
- 2000: Philippe Jaccottet, Förderpreis: Stevan Tontić
- 2001: Michael Hamburger
- 2002: Adam Zagajewski, Förderpreis: Urs Engeler
- 2003: Charles Simic, Förderpreis: Bernhard Albers
- 2004: keine Verleihung
- 2005: Alfred Kolleritsch, Förderpreis: Anja Utler
- 2007: Yves Bonnefoy, Friedhelm Kemp; Förderpreis: Kookbooks-Verlegerin Daniela Seel
- 2009: Dagmar Nick; Preis für kulturelle Vermittlung: Lyrik Kabinett
- 2010: Friederike Mayröcker für das Gesamtwerk
- 2012: Elisabeth Borchers für ihr Gesamtwerk
- 2014: Geoffrey Hill, Förderpreise: Tadeusz Dąbrowski und Daniel Pietrek
- 2016: Aleš Šteger, Förderpreis: Margitt Lehbert
- 2018: Cees Nooteboom, Förderpreis: Raphael Urweider
- 2020: keine Verleihung, sondern Verwendung als Förderung für die Herausgabe der Tagebücher von Horst Bienek[2]
- 2022: Judith Herzberg, Förderpreis: Ronya Othmann[3]
- 2024: Agi Mishol, Förderpreis: Ana Pepelnik[4]